# Cinara costata
Cinara costata är en insektsart som först beskrevs av Zetterstedt 1828. Enligt Catalogue of Life ingår Cinara costata i släktet Cinara och familjen långrörsbladlöss, men enligt Dyntaxa är tillhörigheten istället släktet Cinara och familjen barkbladlöss. Arten är reproducerande i Sverige. Inga underarter finns listade i Catalogue of Life.